# جو لونغ (لاعب كرة قدم أمريكية)
جو لونغ (بالإنجليزية: Joe Long)‏ هو لاعب كرة قدم أمريكية أمريكي، ولد في 27 يوليو 1989 في لابير في الولايات المتحدة.

## وصلات خارجية
- جو لونغ على موقع مرجع كرة القدم المحترفة.كوم (الإنجليزية)